# Danilo Pérez
Danilo Pérez (Panama, 29 december 1966) is een Panamees jazzpianist.

## Biografie
Pérez begon al op 3-jarige leeftijd piano te spelen en studeerde op 7-jarige leeftijd klassieke piano aan het nationale conservatorium van Panama. In de salsaband van zijn vader speelde hij drums en synthesizer. Hij ging naar de Verenigde Staten om elektronica te studeren aan de Indiana University en in 1985 wisselde hij naar de muziekstudie aan het Berklee College of Music.
Daarna werkte hij twee jaar met Jon Hendricks, daarna met Paquito D'Rivera, Terence Blanchard en Claudio Roditi. Hij verscheen voor de eerste keer op het album Reunion van D'Rivera en Arturo Sandoval. Van 1989 tot 1992 was hij lid van Dizzy Gillespies United Nations Orchestra. Bekend werd o.a. zijn album Live at the Royal Festival Hall.
Sinds 1993 was hij actief als orkestleider. Er verschenen zijn eerste eigen albums Danilo Pérez en The Journey. Met Sandoval nam hij in 1994 het met een Grammy Award onderscheiden album Danzon op. Sinds 1995 was hij ook lid van de band van Wynton Marsalis. In hetzelfde jaar nam hij met het Panamees Symfonieorkest een orkestversie op van The Journey. In 1966 verscheen als resultaat van zijn betrokkenheid met de muziek van Thelonious Monk het album Panamonk. In 1998 volgde het voor een Grammy genomineerde album Central Avenue.
In 1997 kreeg hij een compositieopdracht voor de Concorso Internazionale di Composizione in Bologna. Zijn Blues For The Saints werd opgevoerd door de vibrafonist Gary Burton en het Orchestra Sinfonica dell'Emilia-Romagna onder Jerzy Maksymiuk. Tijdens de jaarlijkse New York Jazz Awards kreeg hij in 1998 de prijs voor de «Best Artist or Band in Performance». In 1999 kreeg hij een compositieopdracht voor het Chicago Jazz Festival. Het stuk Suite of the Americas verscheen in 2000 op zijn album voor het label Verve Motherland.
In 2000 werd Pérez uitgenodigd voor een soloconcert in het Kennedy Center in Washington D.C.. In hetzelfde jaar werd hij cultuur-ambassadeur van Panama. Daarnaast is hij oprichter en leider van het jaarlijkse Panama Jazz Festival en ook ambassadeur van de goede wil voor UNICEF.
Tegenwoordig is Pérez lid van het Wayne Shorter Quartet en werkt hij met Ben Street en Adam Cruz. Hij is directeur van de Berklee Global Jazz.

## Discografie
- 1993: Danilo Perez met Santi Debriano, Jack DeJohnette, Joe Lovano, David Sánchez, Ruben Blades
- 1994: The Journey, met David Sánchez, Milton Cardona, Ignacio Berroa, Kimati Dinizulu, George Garzone, Larry Grenadier
- 1994: Danzon (Dance On) met Arturo Sandoval, Giovanni Hidalgo, Carlos Gomez, Juan Nogueras, Rigo Herrera, Rita Quintero, Cheito Quinones, Bill Cosby, Kenny Anderson, Dana Teboe, Ed Calle, Rene Toledo, Richard Eddy, Gloria Estefan, Roger Ingram, Sal Cuevas, Felix Gomez, Eddy Rivera, Vikki Carr, Dave Valentin, Willy Chirino
- 1996: PanaMonk met Terri Lyne Carrington, Avishai Cohen, Jeff Tain Watts, Olga Roman
- 1998: Central Avenue met John Patitucci, Jeff Ballard, Jeff Tain Watts, Luciana Souza, Raul Vital
- 2000: Motherland met Claudia Acuña, Greg Askew, Aquiles Baez, Brian Blade, Louis Bauzo, Richard Bona, Richard Byrd, Regina Carter, Carlos Henriquez, Chris Potter, Luisito Quintero, Kurt Rosenwinkel, Antonio Sánchez, Luciana Souza, Diego Urcola, Ricaurte Villarreal
- 2002: Footprints Live met Wayne Shorter, John Patitucci, Brian Blade
- 2003: ...Till Then met John Patitucci, Brian Blade, Ben Street, Lizz Wright, Donny McCaslin, Adam Cruz
- 2005: Danilo Perez Trio Live at the Jazz Showcase met Adam Cruz, Ben Street
- 2008: Danilo Pérez – Across the Crystal Sea (gearrangeerd en gedirigeerd door Claus Ogerman)
- 2010: Danilo Pérez – Providencia, Mack Avenue Records